# سهره زرد بزرگ
سهره زرد بزرگ (نام علمی: Sicalis auriventris) گونه‌ای از پرندگان خانواده فرخندگان است که در آرژانتین و شیلی یافت می‌شود. زیستگاه‌های طبیعی آن عبارتند از بوته‌زارهای نیمه‌گرمسیری یا گرمسیری در ارتفاعات بالا، علفزارهای معتدل و جنگل‌های پیشین به شدت دگرگون‌شده.